# 다카사키촌
다카사키촌(高崎村)은 야마가타현 기타무라야마군에 존재했던 촌이다.